# Olympische Sommerspiele 2024/Teilnehmer (Barbados)
| Gelbes Symbol für Goldmedaillen mit stilisierten Olympischen Ringen | Graues Symbol für Silbermedaillen mit stilisierten Olympischen Ringen | Braundes Symbol für Bronzemedaillen mit stilisierten Olympischen Ringen |
| ------------------------------------------------------------------- | --------------------------------------------------------------------- | ----------------------------------------------------------------------- |
| —                                                                   | —                                                                     | —                                                                       |

Barbados nahm an den Olympischen Spielen 2024 vom 26. Juli bis zum 11. August 2024 in Paris teil. Es war die insgesamt 14. Teilnahme an Olympischen Sommerspielen.

## Teilnehmer nach Sportarten

### Leichtathletik
Die Olympianorm des Weltverbandes erreichte mit Sada Williams eine barbadische Leichtathletin.
Laufen und Gehen
| Athleten       | Wettbewerb | Vorlauf | Vorlauf | Halbfinale    | Halbfinale    | Finale        | Finale        | Rang |
| Athleten       | Wettbewerb | Zeit    | Rang    | Zeit          | Rang          | Zeit          | Rang          | Rang |
| -------------- | ---------- | ------- | ------- | ------------- | ------------- | ------------- | ------------- | ---- |
| Frauen         |            |         |         |               |               |               |               |      |
| Tristan Evelyn | 100 m      | 11,55 s | 6       | ausgeschieden | ausgeschieden | ausgeschieden | ausgeschieden | 53   |
| Sada Williams  | 400 m      | 50,45 s | 3       | 49,89 s       | 3             | 49,83 s       | 7             | 7    |

### Schwimmen
| Athleten   | Wettbewerb     | Vorlauf | Vorlauf | Halbfinale    | Halbfinale    | Finale        | Finale        | Rang |
| Athleten   | Wettbewerb     | Zeit    | Rang    | Zeit          | Rang          | Zeit          | Rang          | Rang |
| ---------- | -------------- | ------- | ------- | ------------- | ------------- | ------------- | ------------- | ---- |
| Männer     |                |         |         |               |               |               |               |      |
| Jack Kirby | 100 m Freistil | 50,42 s | 46      | ausgeschieden | ausgeschieden | ausgeschieden | ausgeschieden | 46   |

### Triathlon
Über die amerikanische Einzelwertung der olympischen Qualifikationsrangliste erhielt Barbados einen Startplatz für den Einzelwettbewerb der Männer.
| Athleten       | Wettbewerb | Zeit      | Rang |
| -------------- | ---------- | --------- | ---- |
| Männer         |            |           |      |
| Matthew Wright | Einzel     | 1:49:18 h | 34   |